# M2 SNCB
Pour les articles homonymes, voir M2.
Les M2 sont des voitures à voyageurs pour trafic intérieur régional de la SNCB construites à 620 exemplaires de 1958 à 1960 et retirées du service en 2005. 
Reprenant la disposition des voitures M1 avec trois salles et deux paires de portes près des bogies, elles constituent la plus grande série de voitures commandées par la SNCB. Leur aménagement intérieur et de nombreux équipements sont identiques à ceux utilisés dans les automotrices classiques fabriquées entre 1950 et 1977, en particulier les portes à commande automatique et les fenêtres en cinq parties lesquelles se retrouvent également sur les AM 62 à 79.

## Histoire
En juin 1953, le matériel remorqué de la SNCB comprend encore un nombre fort élevé de voitures à caisse en bois dont un grand nombre de voitures à 3 essieux (voitures GCI et modèles prussiens) dont la moitié a déjà atteint le cap des 50 ans. En outre, une partie des voitures métalliques pour trafic intérieur construites avant-guerres (modèles K1, L et M1) ont été détruites ou perdues de l'autre côté du rideau de fer. Le manque de voitures imposait le maintien en service de 1 650 voitures en bois dont l'état technique était souvent mauvais après la réduction des grandes réparations en 1936 et la décision de ne plus réparer 900 d'entre-elles à partir de 1950.
Envisageant de réaliser ces nouvelles voitures dans ses propres ateliers — ce qui n'aura pas lieu mais concernera les voitures M3 — la SNCB fait construire quatre voitures prototypes destinées à comparer différentes solutions. Sans attendre la mise en service de ce matériel novateur, une version améliorée des K1/K2 sera également commandée à l’atelier central de Malines sous la forme des cent voitures K3.

### Prototypes
En 1954, l’atelier central de Malines réalise quatre prototypes de voitures de troisième classe à 114 places dont la carrosserie, le châssis, les butoirs, le chauffage et l'éclairage et testant divers types d'intérieurs, de portes et de bogies. Ces voitures, à l’aspect fort différent des M2 de série, ressemblaient plus aux futures voitures M3 dont elles se distinguaient par leurs parois cannelées, le type de portes et de fenêtres.     
L’atelier central de Salzinnes construit quatre paires de bogies. Deux voitures constituent le groupe de contrôle et sont montées sur des bogies de type Pennsylvania (types 18 et 19), comme celles équipant le matériel construit depuis l'avant-guerre. Une voiture utilise des bogies SNCB type 20 et une emploie des bogies type 16. Ces deux bogies expérimentaux, restés sans lendemain, employaient des ressorts héligo, une armature soudée et différaient entre-eux par le système de guidage : par le pivot (type 20) ou à l'aide de tiges métalliques solidaires de la caisse (type 16), ce dernier permettait de se passer de plaques de guidage. L'isolation thermique et acoustique des parois, du plancher et du plafond différait sur les quatre voitures tandis que les fenêtres sont toutes à simple vitrage. Bien que la solution des sièges rembourrés ait été admise en principe, deux[réf. souhaitée] sont encore dotés de dossiers de siège en bois ; le galbe et l'épaisseur du rembourrage des sièges de la quatrième voitures seront retenus pour la production en série. Le chauffage électrique n'est pas installé mais un emplacement a été laissé libre et les radiateurs à vapeur sont contrôlés par une série de thermostats d'ambiance, qui se sont montrés peu satisfaisants.
En 1957, deux voitures (63302 et 63304) serviront de remorque pour le prototype des autorails série 630 (future série 40). Les deux autres seront radiés en 1981.

### Voitures de série
En octobre 1954, un groupement de plusieurs constructeurs de matériels roulant avec à leur tête la firme La Brugeoise, Nicaise et Delcuve propose de participer à l'élaboration des voitures M2 dans leur forme définitive, en collaboration avec le service d'études de la direction du matériel et des achats de la SNCB.
Par rapport aux prototypes, les voitures de série mises en service à partir de 1959-1960 sont plus modernes et confortables. Les bogies prototypes n'ont pas été retenus tandis que les bogies Pennsylvania procuraient un confort insuffisant aux vitesses élevée, conduisant à l'emploi de bogies Schlieren, comme sur les voitures K3, offrant un meilleur roulement sans jeu latéral indésirable et permettant de relever la vitesse maximum à 140 km/h au lieu de 120.
Un sas, jouant le rôle de zone de déformation, a été réalisé à chaque extrémité (sauf aux compartiments à bagages) avec une paroi d'about renforcée et une paroi intermédiaire, protégeant les voyageurs en cas d'accident et permettant de disposer six sièges contre la cloison finale contre quatre sur les prototypes. Le châssis a été allégé avec des profilés moins hauts dans la partie centrale. La tôle des parois et du toit est désormais lisse et se passe des nervures de renfort. Le plancher et son isolation reprennent la plupart des matériaux employés sur la quatrième voiture prototype mais avec un arrangement différent, tandis que l'isolation des parois emploie une combinaison de liège aggloméré dans de la résine avec de la laine de verre bakélisée et une insonorisation en caoutchouc des revêtements intérieurs contre les vibrations. Les fenêtres, légèrement plus petites en deuxième classe, sont à double vitrage. De même que les prototypes, le système d'ouvrants est constitué de 4 petits panneaux, deux fixes et deux mobiles, lesquels amènent l'air extérieur lorsqu'ils sont ouverts et aspirent l'air intérieur lorsqu'ils sont ouverts à 10 cm.
L'architecte Léon Stynen a collaboré à la décoration intérieure avec des parois en papier mélaminé (apparenté au Formica) en seconde classe et du placage d'acajou rubané en première classe, lequel est également employé pour l'armature des fauteuils lesquels sont en velours mohair strié (vert avec des cendriers dans les accoudoirs pour les fumeurs et rouges pour les salles non-fumeurs). Très semblables à ceux des voitures K3, les sièges de deuxième classe sont rembourrés. Revêtus de similicuir vert (fumeurs) ou bleu foncé (non-fumeurs), ils sont surmontés de porte-bagages transversaux, au lieu des porte-bagages longitudinaux des M2 prototypes, et les dossiers sont plus longs. L'espace pour les jambes demeure le même (1,60 m entre chaque dossier), les cotes de la 3e classe ayant été conservées telles quelles. La présence de zones-tampon aux extrémités entraîne une diminution du nombre de sièges en seconde classe (106 contre 114). Le chauffage, mixte vapeur-électrique, est constitué de radiateurs électriques 3 000 V disposés sous les sièges et de tubes disposés dans une plinthe le long des murs.

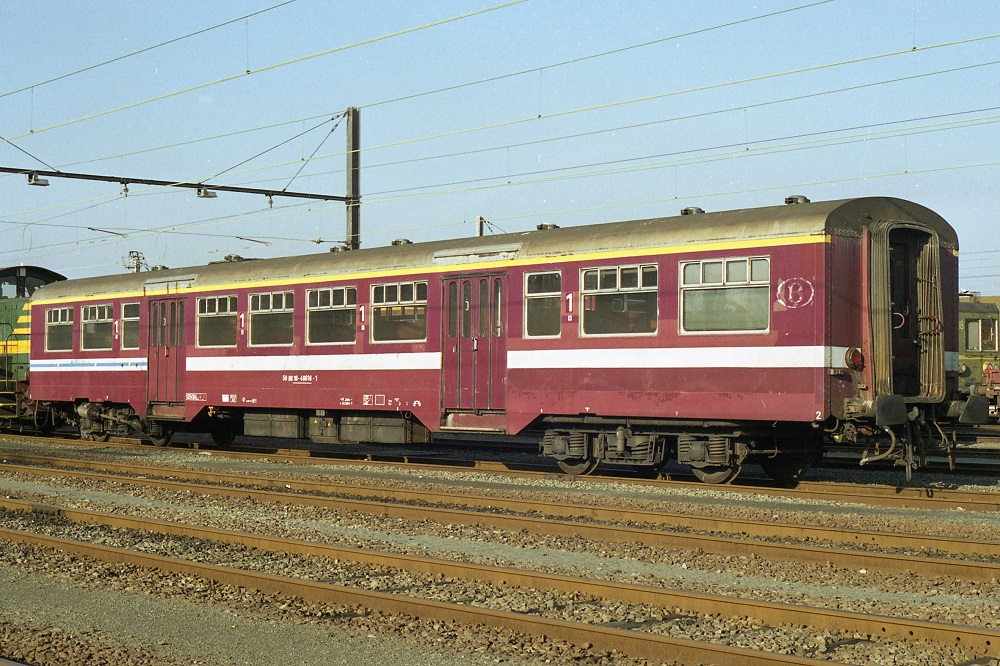
Voiture M2 A de première classe.

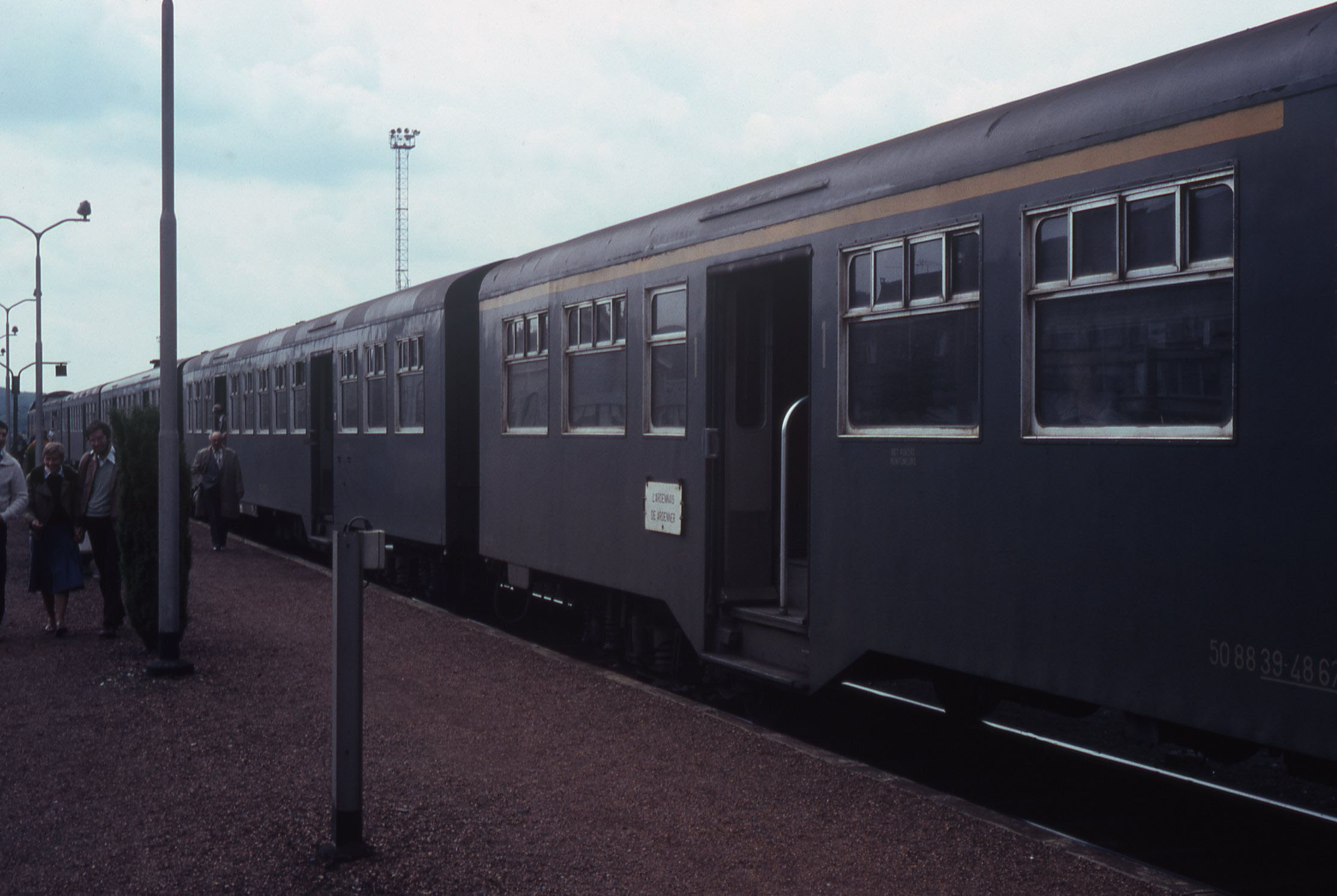
Une M2 AB (au premier plan) et plusieurs B.

Cinq types d’origine seront créés, :
- B ou B11 : 350 voitures de seconde classe avec deux salles de 30 places encadrant deux plates-formes et une salle de 46 places avec toilette ;
- A ou A10 : 35 voitures de première classe avec deux salles de 20 places encadrant deux plates-formes et une salle de 28 places avec toilette ;
- AB ou A5B5 : 104 voitures mixtes possédant une salle de 20 sièges de première classe ; une plate-forme ; une salle de 16 sièges de première ; une toilette ; une salle de 17 places de seconde classe, la seconde plate-forme et une salle de 30 places de seconde classe ;
- BD ou B8D : 101 voitures de seconde classe et compartiment à bagages avec une salle de 30 places, une plate-forme, une salle de 44 places avec toilette et un compartiment à bagages équipé d'une paire de portes de chargement coulissantes. Contrairement aux voitures M4 à compartiment à bagages, un couloir latéral existe au cas où cette voiture se trouve en milieu de rame ;
- BDR ou B7DR : 15 voitures, identiques au type précédent mais aménagées avec un compartiment cuisine pour le snack-bar ambulant à la place des 10 derniers sièges de la grande salle de seconde classe et d'une partie de l'espace bagages. Elles seront finalement reconstruites en BD.

La première commande de 450 voitures M2, passée le 13 juillet 1956, est suivie par une commande de 170 M2 le 26 septembre 1958.
Les constructeurs suivants ont participé à la construction des voitures de série et des bogies associés :
- Société Anglo-Franco-Belge : 29 AB et leurs bogies (tranche 1956) et 100 paires de bogies (tranche 1958) ;
- Baume et Marpent : des voitures B qui seront finalement attribuées à la Société Germain à la suite de la fermeture des usines survenue en 1956 ;
- Ateliers de Braine-le-Comte : 36 B et leurs bogies ;
- la Brugeoise et Nivelles : 54 B, 61 BD et 161 paires de bogies ;
- Compagnie Centrale de Construction : 45 B et leurs bogies ainsi que 10 AB ;
- Ateliers de la Dyle : 15 BDR et leurs bogies ;
- Société métallurgique d'Enghien-Saint-Éloi : 79 B ;
- Ateliers de Familleureux : 35 A et 25 A ;
- Ateliers Germain : 111 B (dont celles qui devaient faire l'objet du contrat avec Baume et Marpent ;
- Usines Ragheno : 40 BD et 25 AB ;
- Forges Usines et Fonderies Haine-Saint-Pierre : 210 sets de bogies ;
- Ateliers de La Louvière-Bouvy : 25 sets de bogies.

### Carrière
Extérieurement, ces voitures ont revêtu la livrée verte uniforme lors de leur livraison, puis la livrée bordeaux à bande blanche sous les fenêtres dans les années 1980. La repeinture se faisant au gré des révisions, on vit circuler pendant une dizaine d'années des rames composées de voitures des deux livrées. Ces voitures n'ont par contre jamais fait l'objet d'une rénovation de leur aménagement intérieur.
Elles ont été utilisées dans tout le pays, à la fois derrière des locomotives à vapeur, diesel ou électriques.

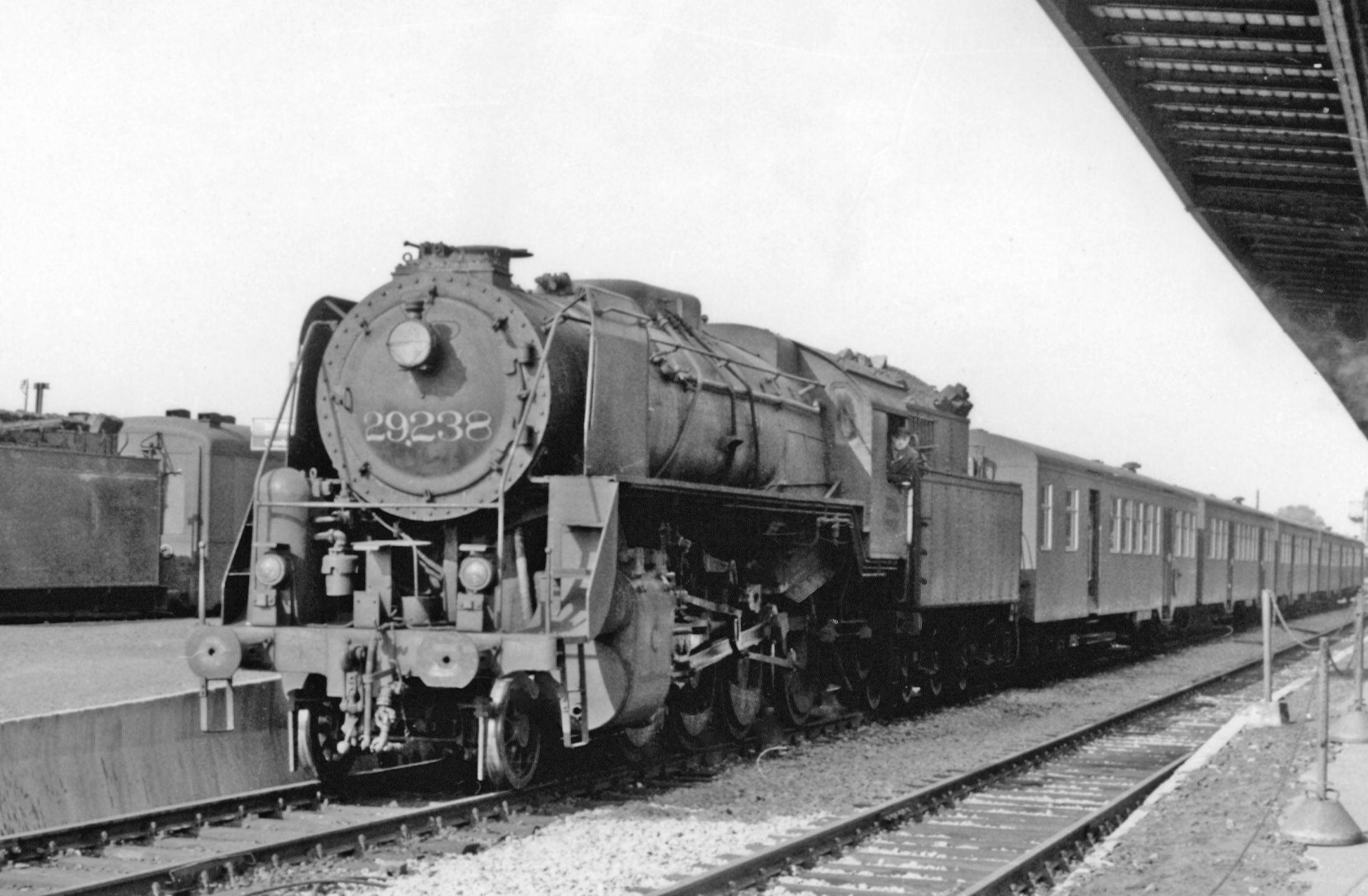
Voitures M2 à l’époque de la traction à vapeur.
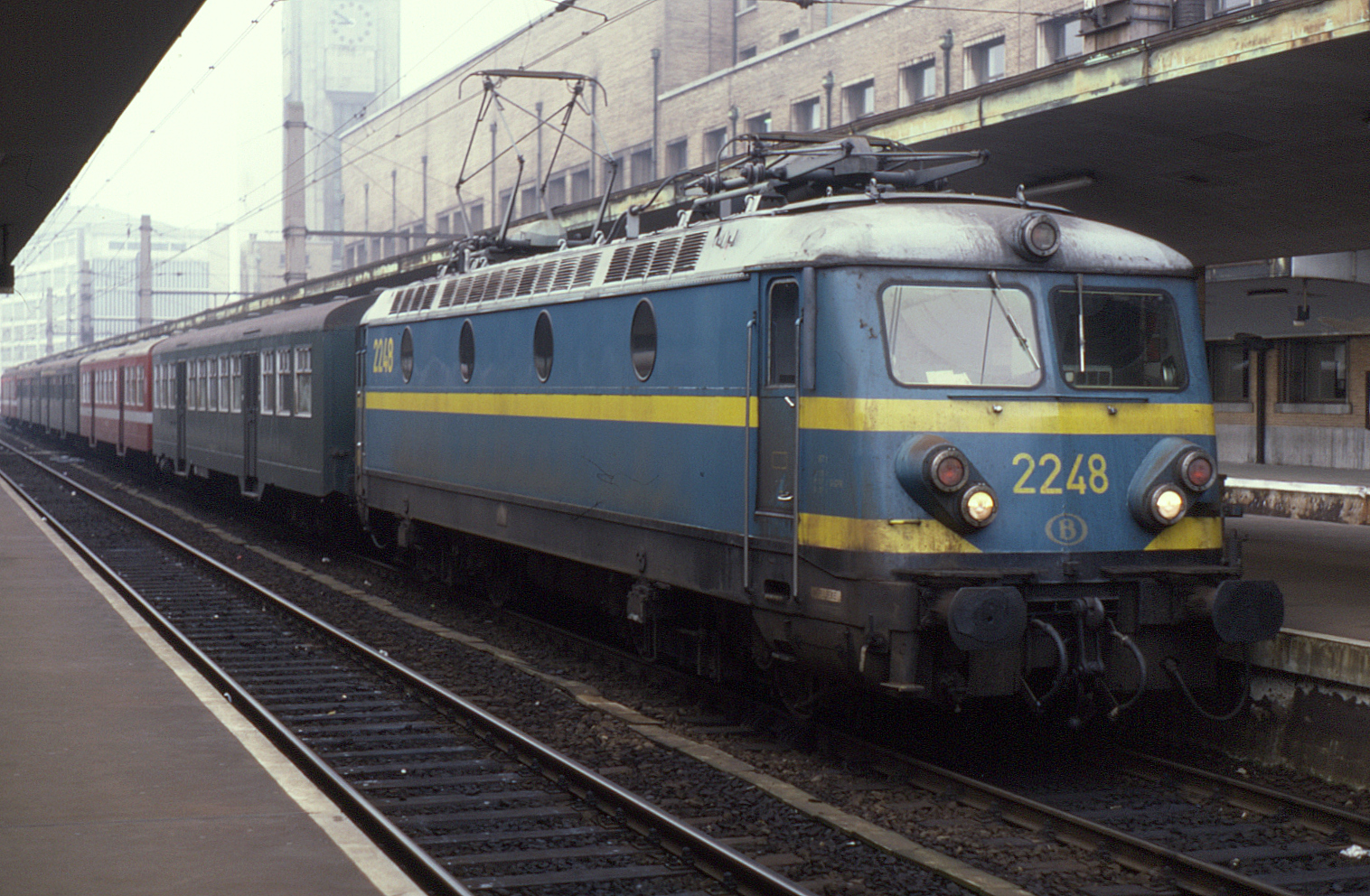
Rame de voitures M2 en livrée verte et en livrée rouge.
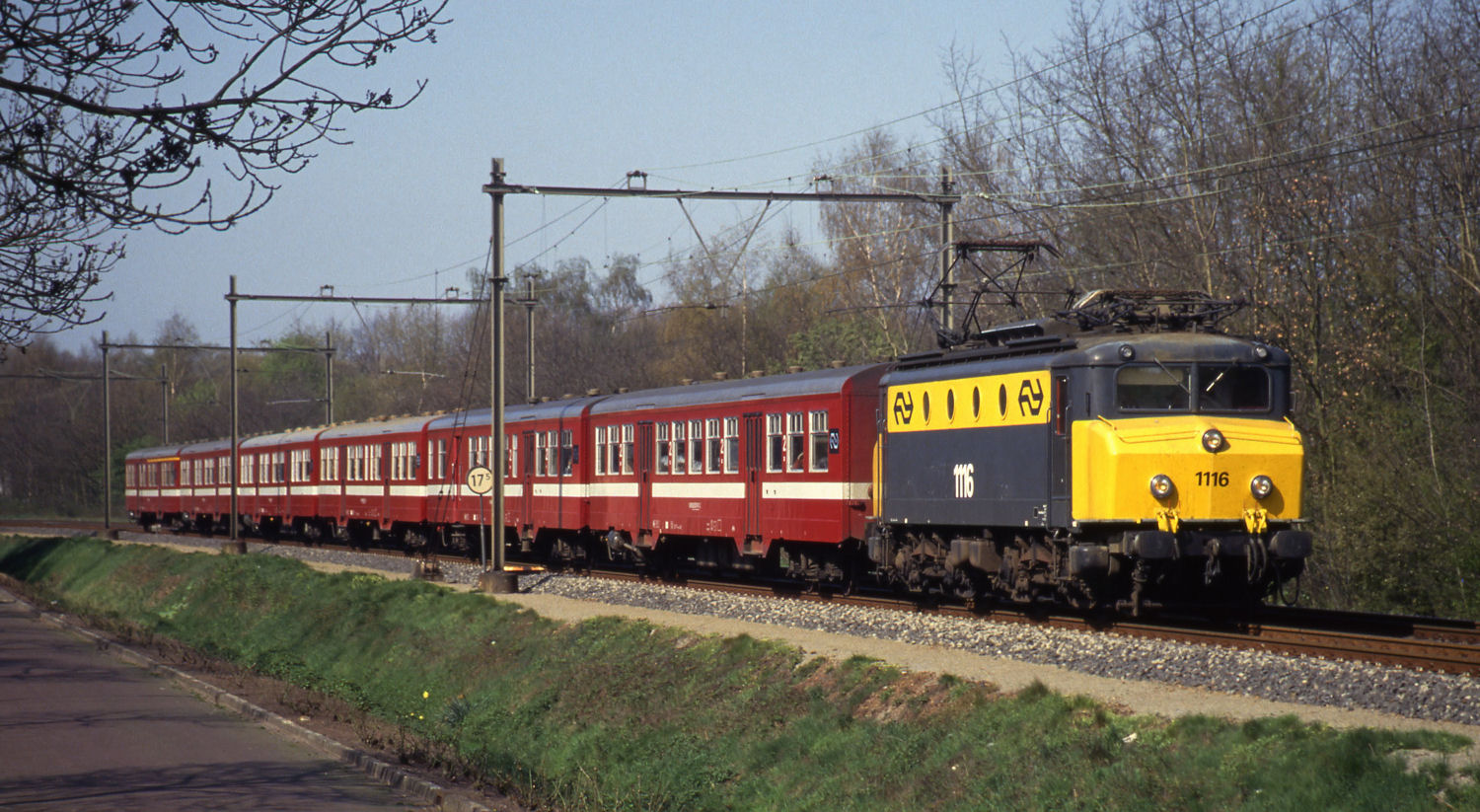
Voitures M2 en livrée rouges louées aux Nederlandse Spoorwegen.
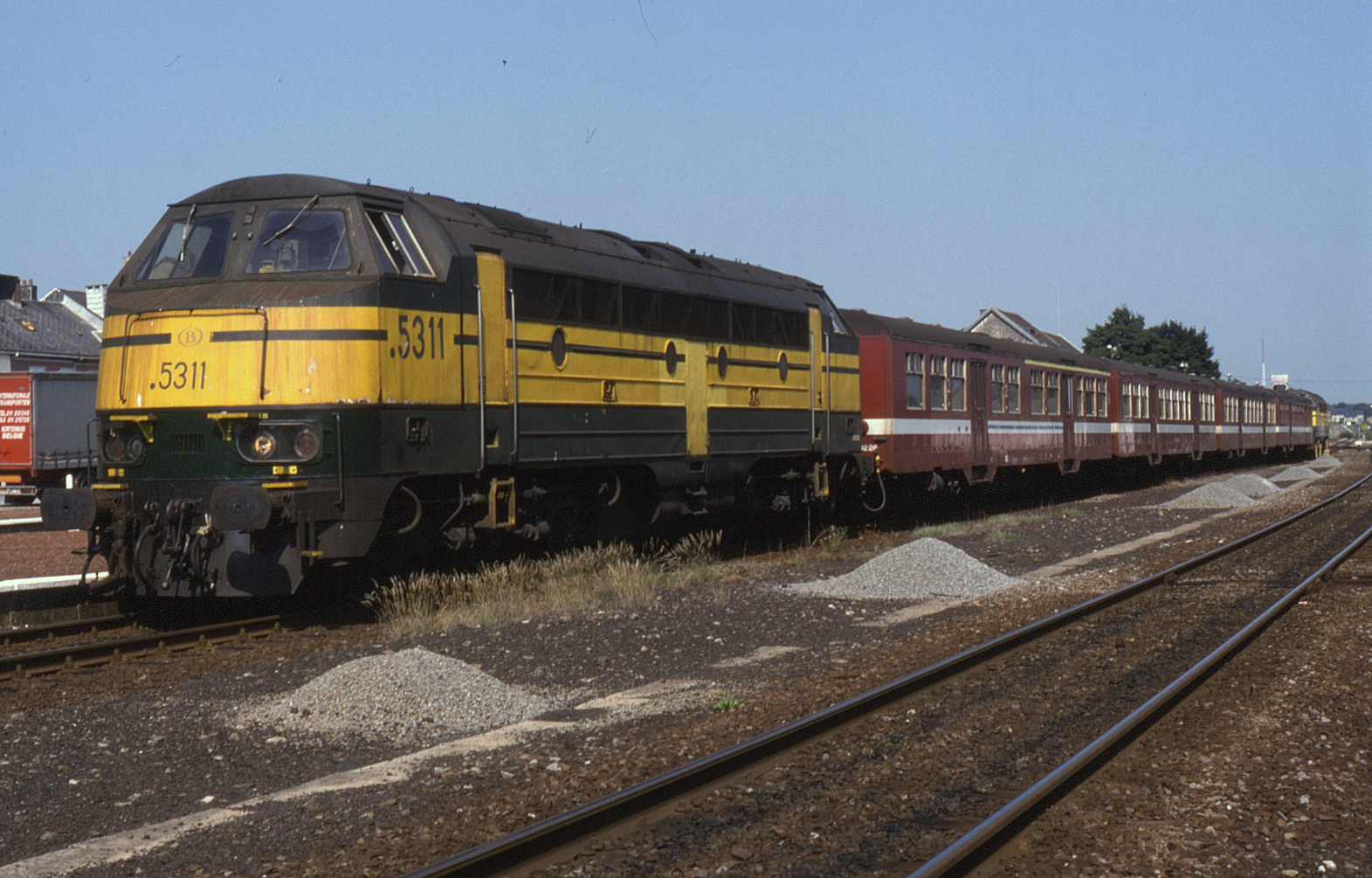
En fin de carrière, une rame de voitures M2 sur un train local à Bertrix. De telles rames assurèrent les premiers trains-Kayak vers Houyet
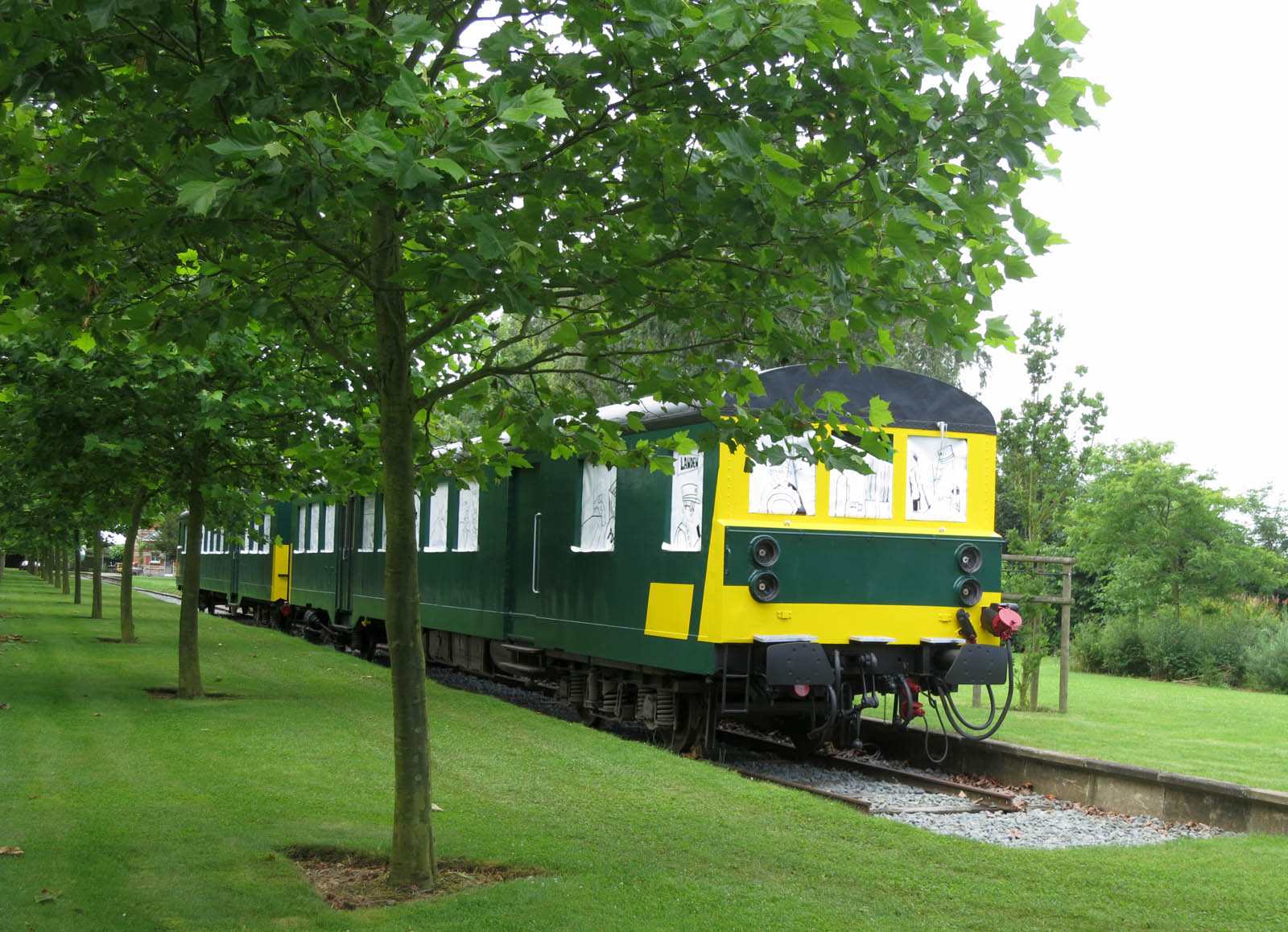
Deux voiture-pilotes réversibilité diesel aménagées en chambre d’hôte par un particulier.

### Réversibilité
En 1978, il fut décidé de créer des rames réversibles de voitures M2 à l’instar de ce qui avait déjà été fait sur quelques voitures M1. Pour ce faire, il fut décidé de transformer 13 voitures BD en voitures-pilotes équipées d’un poste de conduite et aptes à circuler avec des locomotives diesel tandis que des voitures de type AB et B étaient équipées pour circuler dans ces rames. En 1981, 9 voitures pilotes supplémentaires aptes à circuler avec des locomotives électriques série 25 furent réalisées.
Particularité : les faces d'extrémité des 13 voitures-pilotes aptes à la traction diesel n'ont pas la même forme que celle des 9 voitures compatibles avec la traction électrique. En outre, toutes les voitures aptes à la réversibilité ont reçu des bandes de couleurs distinctives sur les coins des caisses : bleues pour les voitures aptes à la réversibilité en traction électrique, jaunes pour leur consœurs aptes à la réversibilité en traction diesel (avec un dispositif technique particulier pour la première voiture attelée à la locomotive qui est visualisé au moyen de stries rouges dans la bande jaune aux coins de leur caisse).

### Fin de carrière
Ces voitures sont également les dernières qui étaient équipées pour le chauffage à l'aide de vapeur produite par les motrices (diesel et naturellement vapeur), raison pour laquelle elles furent omniprésentes sur les relations assurées par rame tractée sur les lignes non électrifiées jusqu'en 2003, date de leur remplacement par les autorails de la série 41.
On les vit encore sur quelques trains des heures de pointe jusqu'en 2005, puis quelques années encore comme train de service pour le personnel de l'atelier SNCB de Cuesmes (Mons).

## Les M2 à l'étranger

### Ferrovie Nord Milano (Italie)

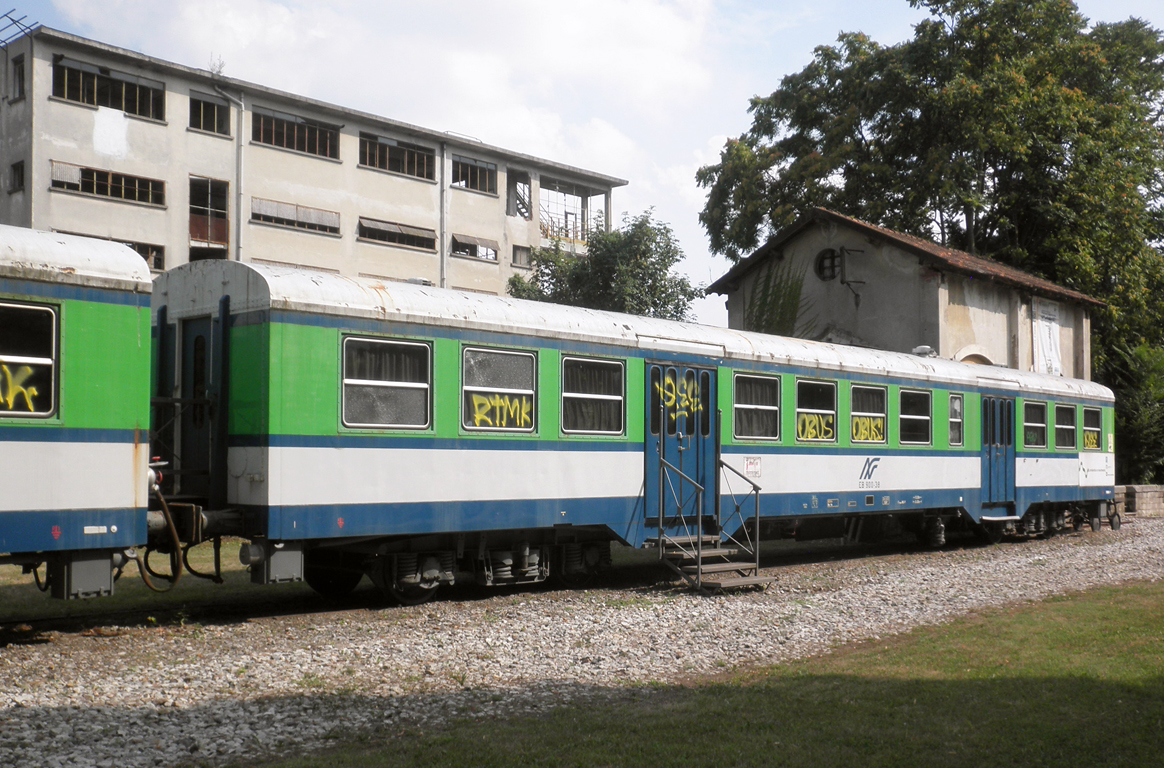
La voiture M2 (classé E.900) conservée comme "monument" dans la gare désaffectée de Castiglione Olona.

Le Ferrovie Nord Milano a acquis certaines de ces voitures (ainsi que des M3) dans le milieu des années 1990 et les a classé dans la série EB.900. Certaines ont été transformées en voitures-pilotes (sur base des plans des voitures-pilotes électriques de la SNCB) et classées dans la série EB.880. L'ensemble de la série de voitures M2 a immédiatement adopté la livrée bicolore blanc et vert.
Utilisées essentiellement au crochet de locomotives FNM E.630, certaines de ces voitures ont été retirées du service en 2003. D'autres ont poursuivi leur opération jusqu'en 2010. Actuellement, deux voitures ont survécu : une comme bureau de poste en gare de Gavirate et une à Bovisio-Masciago. Le deux voitures placées à la gare désaffectée de Castiglione Olona ont été démolis le 12 mars 2019.

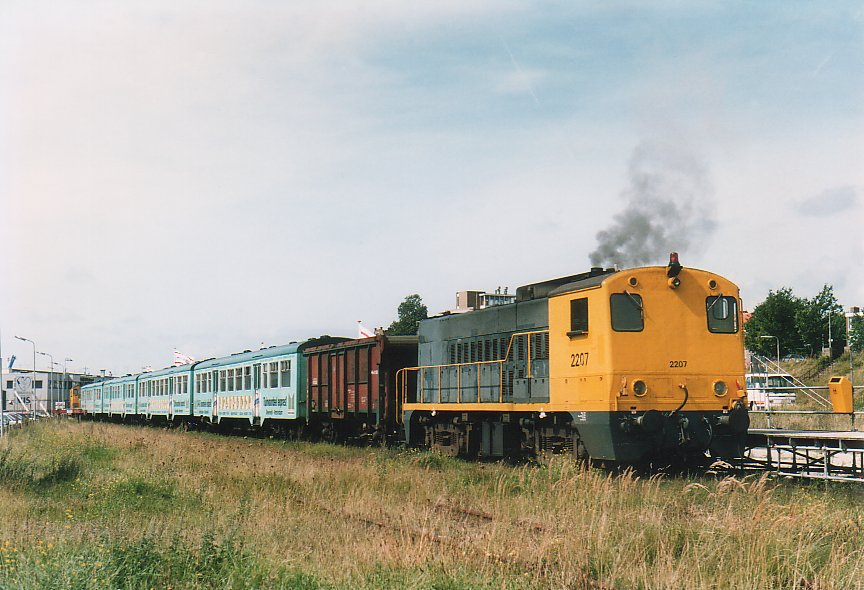
Le Kennemerstrand Express de Lovers Rail.

### Lovers Rail (Pays-Bas)
Quelques voitures ont été revendues à l'éphémère opérateur privé néerlandais Lovers Rail (repris ensuite par Connex) qui leur a fait revêtir plusieurs livrées et les a rénovées. Ces voitures sont désormais exploitées par un chemin de fer touristique français : la Vapeur du Trieux. 

### Nederlandse Spoorwegen (Pays-Bas)
Dans les années 1990, les chemins de fer néerlandais furent confrontés à une pénurie de matériel remorqué et sollicitèrent la SNCB. La location de voitures M4 était pressentie mais ces voitures avaient un gabarit légèrement plus large que la norme batave et ce furent finalement des M2 qui prirent du service outre-Moerdijk. 

## Utilisations particulières

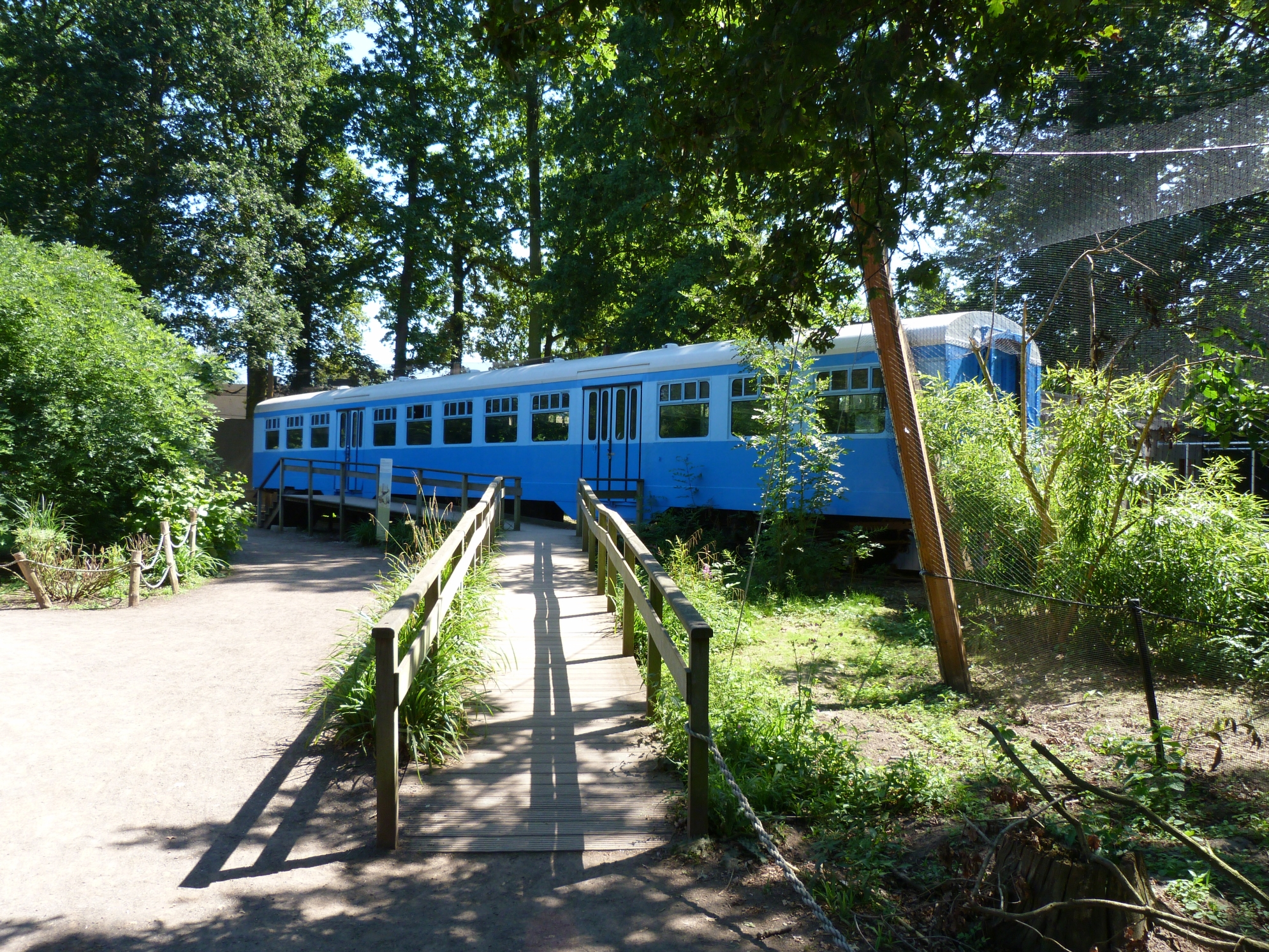
Une M2 installée dans le parc Planckendael

- Une voiture a été repeinte en livrée "newlook" à dominante blanche, et transportée sur le pier de Blankenberge afin de servir de bureau d'information. Elle a rejoint la gare de Marly-Gomont où elle est utilisée comme cuisine[9].
- Une autre a été repeinte en livrée rouge par le PFT et est utilisée dans un train de secours du tunnel sous la Manche. Elle est entretemps revenue dans la collection de l'association et est la seule voiture de première classe (intégrale) préservée.
- Le parc Planckendael a installé une voiture M2 repeinte en bleu et qui est utilisable comme local pour les groupes. Elle a été ferraillée en 2025[10].

## Voitures préservées
Depuis 2007, quelques voitures sont utilisées par des associations de préservation du patrimoine ferroviaire, alors qu'une rame complète est disponible pour circuler avec la locomotive à vapeur 29.013, la seule en état de marche à la SNCB.
Les deux M2 prototypes, intégrées au 4001, ont été préservées jusqu'en 2018. L'association PFT, qui en fut le dernier propriétaire, a fini par les envoyer à la ferraille vu leur état. Cette association dispose également de la voiture de première classe 40016.